# Malé Ludince
Malé Ludince (maďarsky Kisölved) jsou obec v okrese Levice na Slovensku. Žije v ní 170 obyvatel. Nachází se na východě Slovenské Podunajské nížiny v jižní části Ipeľské pahorkatiny u vodního toku Perec v údolí dolního Hronu.

## Historie
Území obce bylo osídleno již v době neolitu, podle archeologických výzkumů zde bylo sídlo kultury s lineární keramikou.
Malé Ludince jsou poprvé písemně zmiňovány v roce 1255 jako Vlud jako majetek ostřihomské arcidiecéze. V roce 1571 žilo v obci 16 rodin, v roce 1715 zde bylo 17 domácností, v roce 1720 již 23, v roce 1828 zde bylo 56 domů. a žilo zde 340 obyvatel, kteří pracovali jako zemědělci a vinaři.
Do roku 1918 byla obec součástí Uherska. Kvůli první vídeňské arbitráži byla v letech 1938 až 1945 součástí Maďarska.
Při sčítání lidu v roce 2011 žilo v Malých Ludincích 183 obyvatel, z toho 148 Maďarů, 26 Slováků a jeden Rom. Osm obyvatel neposkytlo žádné informace o své etnické příslušnosti.

## Pamětihodnosti
- Reformovaný (kalvínský) toleranční kostel (z roku 1789) v klasicistním stylu. V roce 1804 byl doplněn věží.[3]